# Scheloribates biarcualis
Scheloribates biarcualis är en kvalsterart som beskrevs av Hammer 1973. Scheloribates biarcualis ingår i släktet Scheloribates och familjen Scheloribatidae. Inga underarter finns listade i Catalogue of Life.